# Tricholaba lespedezicola
Tricholaba lespedezicola är en tvåvingeart som beskrevs av Nikolai Vasilevich Kovalev 1972. Tricholaba lespedezicola ingår i släktet Tricholaba och familjen gallmyggor. Inga underarter finns listade i Catalogue of Life.